# Maas-Waal-Kanal

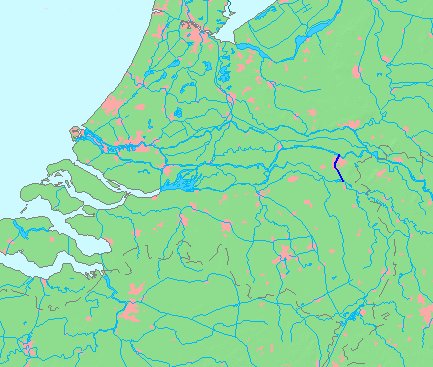
Verlauf des Maas-Waal-Kanals

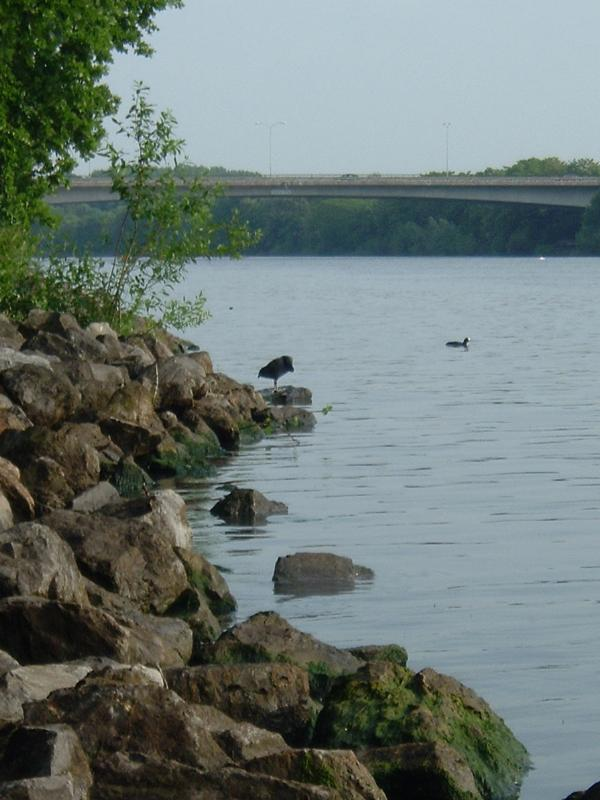
Brücke bei Hatert

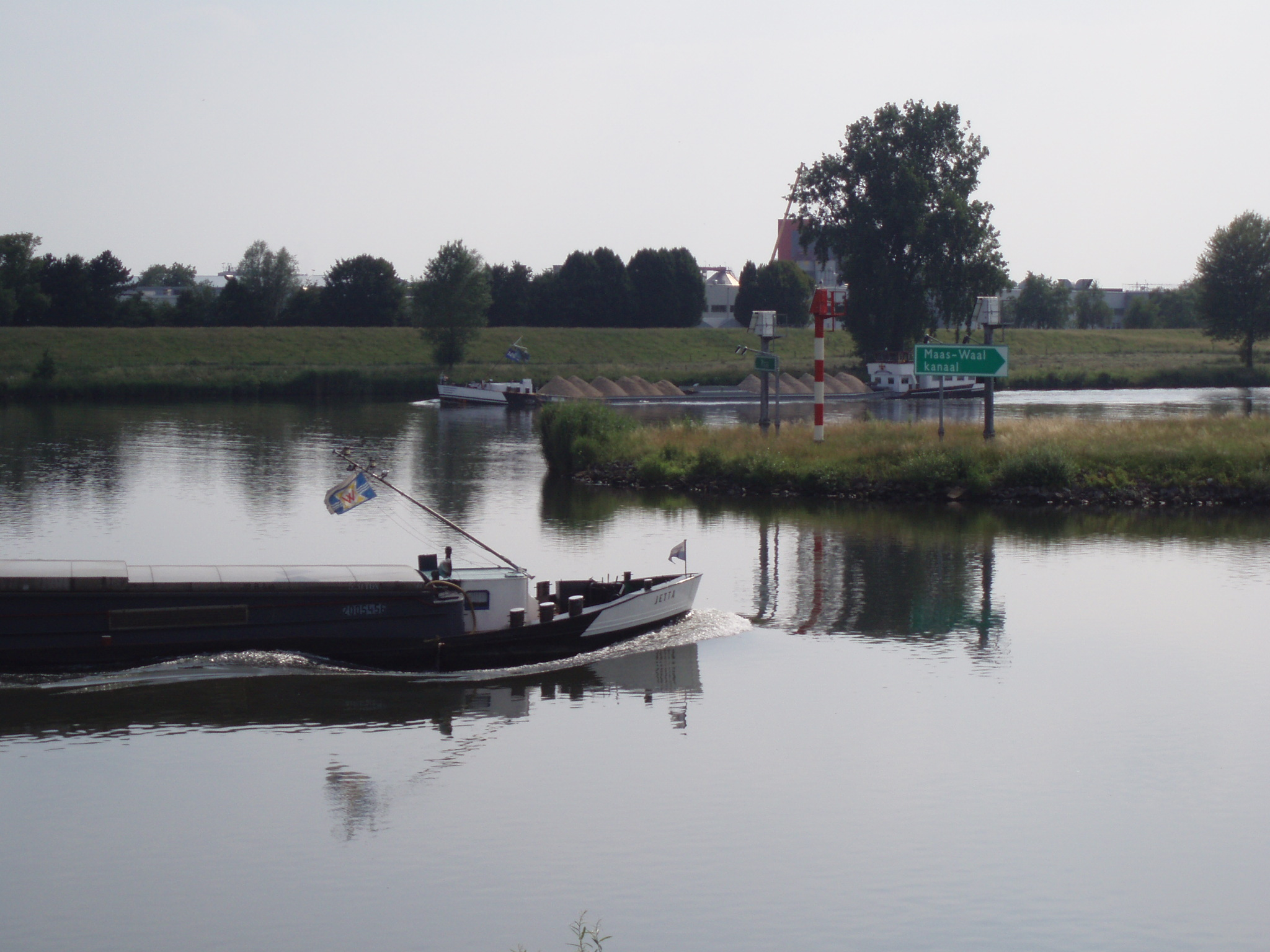
Maasanschluss

Der Maas-Waal-Kanal (niederländisch Maas-Waalkanaal) ist ein niederländischer Wasserweg in der Provinz Gelderland, der die Flüsse Maas bei Heumen im Süden  und Waal bei Weurt am Stadtrand von Nijmegen im Norden verbindet. Seine Länge beträgt 13,5 km.
Vor dem Bau dieses Kanals mussten Schiffe, die vom Limburgischen Teil der Maas nach Nijmegen und weiter nach Deutschland wollten, einen großen Umweg nach Westen  mindestens bis Maasdriel  (kleinere Schiffe) in Kauf nehmen. Der Kanal wurde am 27. Oktober 1927 in Betrieb genommen. Obwohl der Kanal sich mit seiner gesamten Länge in der Provinz Gelderland befindet, liegt seine Verwaltung in den Händen der Verkehrsdirektion der Provinz Limburg. Bei Heumen befindet sich eine Schleuse, die immer geöffnet ist, weil hier die Maas durch den Stau beim nahen  Grave heute auf gleichem Wasserstand gehalten wird.  Bei Weurt befindet sich ebenfalls eine Schleuse.
In den Jahren 2007 und 2008 wurden mehrere Brücken (u. a. die Dukenburgsebrug) um bis zu 35 cm angehoben, um auf dem Kanal den Containerverkehr mit vier Lagen zu ermöglichen.
Der Bau des Maas-Waal-Kanals hatte erhebliche Folgen für die unmittelbar betroffenen Gemeinden. Die Gemeinde Heumen befand sich zwischen dem Kanal und der Maas und war nur noch schwer zugänglich. Das Dorf Neerbosch wurde durch den Kanal in zwei Hälften geteilt. In Hatert verschwand das ursprüngliche Dorfzentrum vollständig nach dem Bau einer Brücke über den Kanal.
Im Zuge der Stadtvergrößerung Nijmegens wurde in den 1960er-Jahren durch die Stadtverwaltung beschlossen, am westlichen Kanalufer das neue Stadtviertel Dukenburg zu errichten.